# 尹懋萱
尹懋萱（?—1940年），著名的國民黨军统局杀手，抗日烈士。曾化名“詹森”，纵横上海滩，刺杀歸附日軍的汉奸。因其独来独往，故有军统第一杀手之称。
1939年9月19日下午，于上海市南成都路晋徳坊2号，成功刺杀歸順日本人的青帮大老季云卿。不久，汪精衛政府76號特工總部特务，透过尹懋萱情妇卢文英，抓到了尹懋萱。尹懋萱被捕后，受尽各种酷刑。1940年秋末，在麦根路（今中山北路）的一个小丛林里被枪杀。

## 父親
尹懋萱之父尹定一为汪精衛政府官員。
毕业于保定军校，曾与王亚樵、金天山（即金九）、安昌浩、尹奉吉等策划了虹口公园爆炸案，刺杀了日军高级军官白川义则。汪精衛政府成立後，成為其官員，但依然反日、抗日。
1940年代其子被捕后，被迫歸順日本人。1948年國共內戰時，加入國民黨革命委員會（民革），不久入狱。1950年后曾历任川北行署参事、四川省政府参事室参事。在1957年反右斗争中，被错划为极右分子。1960年贫病交加中去世。1982年平反，恢复民革党员身份。